# Bursty
Il termine inglese bursty (traducibile in italiano come flusso intermittente) in informatica descrive una situazione in cui il traffico di dati è caratterizzato da brevi periodi di trasmissione intervallati da lunghi intervalli di inattività.
Il traffico di dati nelle Local Area Networks (LAN) è tipicamente bursty. Un altro esempio può essere lo scambio di dati in un accesso interattivo ad un database remoto; infatti, in questo caso, la trasmissione utile è molto discontinua nel tempo. Dal punto di vista delle reti il flusso intermittente prevede un tempo medio di utilizzo della risorsa limitato. I bit consecutivi trasmessi dalle sorgenti sono detti burst. Il rapporto fra la somma delle durate dei bit emessi (raffiche consecutive) e la durata totale della trasmissione costituisce il tasso d'attività della sorgente.